# Cymodoce tattersalli
Cymodoce tattersalli là một loài chân đều trong họ Sphaeromatidae. Loài này được Torelli miêu tả khoa học năm 1929.